# MKdV方程
mKdV方程是一个非线性偏微分方程：
{\displaystyle u_{t}+6*u^{2}*u_{x}+u_{xxx}=0}

## 解析解
{\displaystyle u(x,t)={\sqrt {(}}6)*_{C}2*sech(_{C}1+_{C}2*x-_{C}2^{3}*t)}
{\displaystyle u(x,t)={\sqrt {(}}6)*_{C}3*JacobiDN(_{C}2+_{C}3*x+(-2*_{C}3^{3}+_{C}3^{3}*_{C}1^{2})*t,_{C}1)}
{\displaystyle u(x,t)={\sqrt {(}}-6+6*_{C}1^{2})*_{C}3*JacobiNC(-_{C}2-_{C}3*x-(_{C}3^{3}-2*_{C}3^{3}*_{C}1^{2})*t,_{C}1)}
{\displaystyle u(x,t)={\sqrt {(}}6-6*_{C}1^{2})*_{C}3*JacobiND(_{C}2+_{C}3*x+(-2*_{C}3^{3}+_{C}3^{3}*_{C}1^{2})*t,_{C}1)}
{\displaystyle u(x,t)={\sqrt {(}}6)*_{C}1*_{C}3*JacobiCN(-_{C}2-_{C}3*x-(_{C}3^{3}-2*_{C}3^{3}*_{C}1^{2})*t,_{C}1)}
{\displaystyle u(x,t)=-I*{\sqrt {(}}6)*_{C}2*cot(_{C}1+_{C}2*x-2*_{C}2^{3}*t)}
{\displaystyle u(x,t)=-I*{\sqrt {(}}6)*_{C}2*coth(_{C}1+_{C}2*x+2*_{C}2^{3}*t)}
{\displaystyle u(x,t)=-I*{\sqrt {(}}6)*_{C}2*csc(_{C}1+_{C}2*x+_{C}2^{3}*t)}
{\displaystyle u(x,t)=-I*{\sqrt {(}}6)*_{C}2*tanh(_{C}1+_{C}2*x+2*_{C}2^{3}*t)}
{\displaystyle u(x,t)=-I*{\sqrt {(}}6)*_{C}2*sec(_{C}1+_{C}2*x+_{C}2^{3}*t)}
{\displaystyle u(x,t)=-I*{\sqrt {(}}6)*_{C}2*csch(_{C}1+_{C}2*x-_{C}2^{3}*t)}
{\displaystyle }
{\displaystyle }
{\displaystyle }
{\displaystyle }

## 行波图
|  |  |  |  |

|  |  |  |  |

|  |  |  |  |

|  |  |  |  |

|  |  |  |  |